# Barranco del Agua
Barranco del Agua este o arie protejată (arie specială de conservare — SAC, sit de importanță comunitară — SCI) din Spania întinsă pe o suprafață de 74,2 ha, integral pe uscat.

## Localizare
Centrul sitului Barranco del Agua este situat la coordonatele 28°43′28″N 17°45′00″W / 28.7245°N 17.75°V.

## Înființare
Situl Barranco del Agua a fost declarat sit de importanță comunitară în octombrie 1999 pentru a proteja un număr necunoscut de specii din flora spontană și fauna sălbatică aflate în arealul zonei. Situl a fost protejat și ca arie specială de conservare în ianuarie 2010.

## Biodiversitate
Situată în ecoregiunea , aria protejată conține 7 habitate naturale: Pante stâncoase silicioase cu vegetație casmofită, Păduri endemice cu Juniperus spp., Păduri macaroneziene de dafin (Laurus, Ocotea), Păduri de Olea și Ceratonia, Pajiști macaroneziene cu vegetație endemică, Tufărișuri termo-mediteraneene și de pre-deșert, Păduri de pin endemic canariene.
La baza desemnării sitului se află un număr nedeclarat de specii protejate.